# Quemigny-sur-Seine
Quemigny-sur-Seine est une commune française située dans le département de la Côte-d'Or, en région Bourgogne-Franche-Comté.
Les gentilés sont Cuminiaculien et Cuminiaculienne.

## Géographie

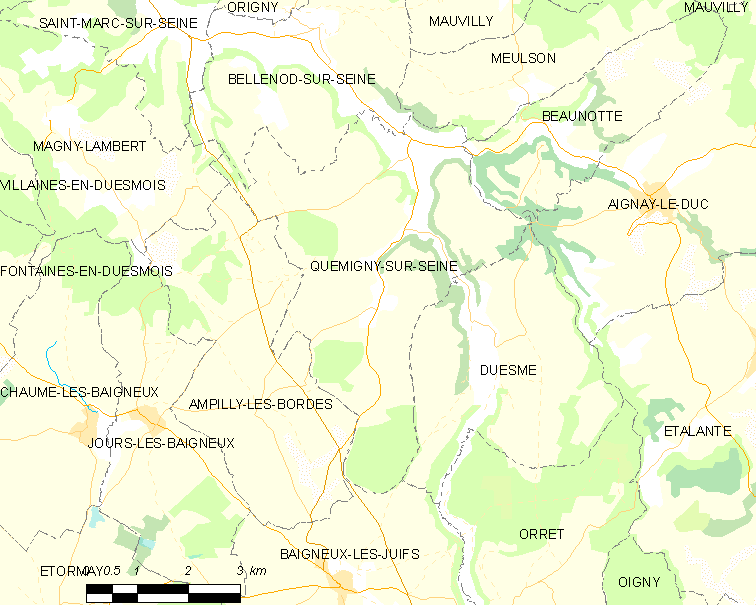

Quemigny-sur-Seine est une commune installée sur le haut val de la Seine, là où le fleuve n'est qu'un petit cours d'eau comme tant d'autres. Il sort du territoire à 285 m d'altitude après l'avoir traversé du sud au nord et avoir servi de limite communale sur 1,5 km en fin de parcours. Avec ses affluents, il irrigue de belles prairies et contourne plusieurs collines dont certaines sont encore couvertes par des bois, la plus haute à 422 m dans la pointe sud du finage.
C'est essentiellement l'agriculture qui occupe les surfaces, surtout sur les hauteurs qui font partie du vaste plateau agricole du Duesmois. Les 21 km2 de la commune s'inscrivent entre les deux routes qui joignent Châtillon-sur-Seine à Dijon peu après leur séparation sur la commune de Saint-Marc-sur-Seine, celle du sud la plus courte (D 971 ex RN 71) franchissant les fortes pentes du seuil de Bourgogne vers le Val-Suzon, l'autre plus nord préférée des poids-lourds (D 901) suivant les vallées du Revinson et de l'Ignon avec une seule côte importante à Aignay-le-Duc. Ces deux routes sont reliées par la D 954 qui traverse toute la commune nord-sud par le village et ses deux principaux hameaux (Cosne et Quemignerot) et se prolonge au sud sur les communes voisines jusqu'à Baigneux-les-Juifs.

### Hameaux, écarts, lieux-dits
- Hameaux détachés du village : Quemignerot, Cosne.
- Habitat ou bâti écarté : forge de Grandpré, Nuisement, la Roche, Plaisance (silos), ferme de la Forge.
- Lieux-dits d'intérêt local : val de Duesme, bois du Faiselot, bois du Fayot.

### Hydrographie
La Seine qui parcourt environ 6 km sur le finage de la commune, créant de nombreux méandres, est sujette aux inondations. Elle entre à 303 m d'altitude et sort à 285 m, elle reçoit en rive droite le Revinson qui reçoit lui-même la Coquille, en rive gauche le ruisseau de la Roche. De nombreuses autres sources (la Loicherotte, la Grande Fontaine…) sur les versants sont alimentées par les eaux venues du plateau, elles forment parfois quelques mares mais sans donner de cours d'eau, les sous-sols calcaires permettant l'existence d'un réseau hydraulique souterrain.

### Climat
Pour des articles plus généraux, voir Climat de la Bourgogne-Franche-Comté et Climat de la Côte-d'Or.
En 2010, le climat de la commune est de type climat des marges montargnardes, selon une étude du Centre national de la recherche scientifique s'appuyant sur une série de données couvrant la période 1971-2000. En 2020, Météo-France publie une typologie des climats de la France métropolitaine dans laquelle la commune est exposée à un climat océanique altéré et est dans la région climatique  Lorraine, plateau de Langres, Morvan, caractérisée par un hiver rude (1,5 °C), des vents modérés et des brouillards fréquents en automne et hiver. 
Pour la période 1971-2000, la température annuelle moyenne est de 9,8 °C, avec une amplitude thermique annuelle de 16 °C. Le cumul annuel moyen de précipitations est de 922 mm, avec 13 jours de précipitations en janvier et 8,9 jours en juillet. Pour la période 1991-2020, la température moyenne annuelle observée sur la station météorologique de Météo-France la plus proche, « Bure Les Templiers_sapc », sur la commune de Bure-les-Templiers à 19 km à vol d'oiseau, est de 10,7 °C et le cumul annuel moyen de précipitations est de 898,2 mm,. Pour l'avenir, les paramètres climatiques de la commune estimés pour 2050 selon différents scénarios d'émission de gaz à effet de serre sont consultables sur un site dédié publié par Météo-France en novembre 2022.

## Urbanisme

### Typologie
Au 1er janvier 2024, Quemigny-sur-Seine est catégorisée commune rurale à habitat très dispersé, selon la nouvelle grille communale de densité à 7 niveaux définie par l'Insee en 2022.
Elle est située hors unité urbaine et hors attraction des villes,.

### Occupation des sols
L'occupation des sols de la commune, telle qu'elle ressort de la base de données européenne d’occupation biophysique des sols Corine Land Cover (CLC), est marquée par l'importance des territoires agricoles (75,5 % en 2018), une proportion identique à celle de 1990 (75,5 %). La répartition détaillée en 2018 est la suivante : terres arables (61,8 %), forêts (24,5 %), prairies (9,2 %), zones agricoles hétérogènes (4,5 %). L'évolution de l’occupation des sols de la commune et de ses infrastructures peut être observée sur les différentes représentations cartographiques du territoire : la carte de Cassini (XVIIIe siècle), la carte d'état-major (1820-1866) et les cartes ou photos aériennes de l'IGN pour la période actuelle (1950 à aujourd'hui).

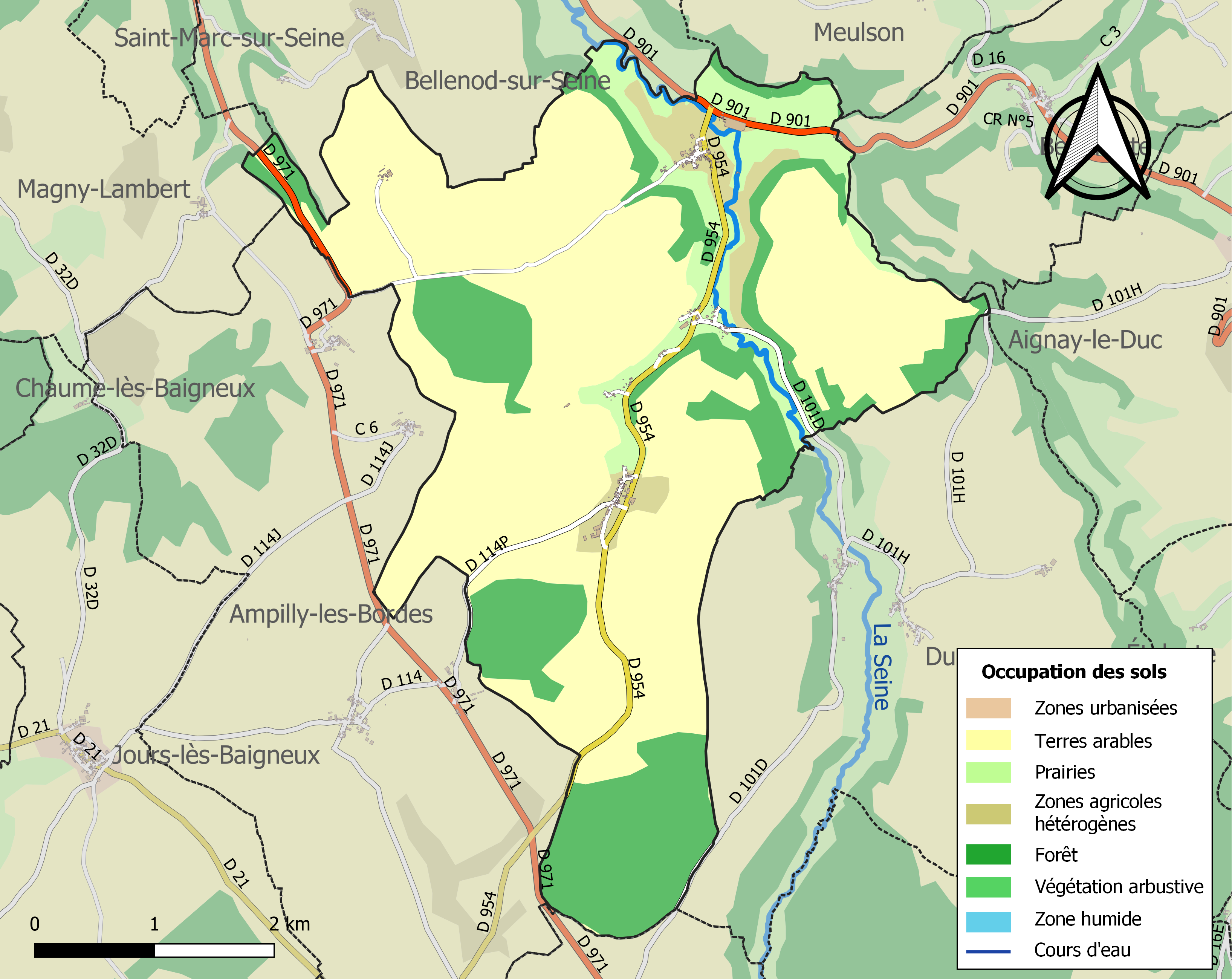
Carte des infrastructures et de l'occupation des sols de la commune en 2018 (CLC).

## Histoire

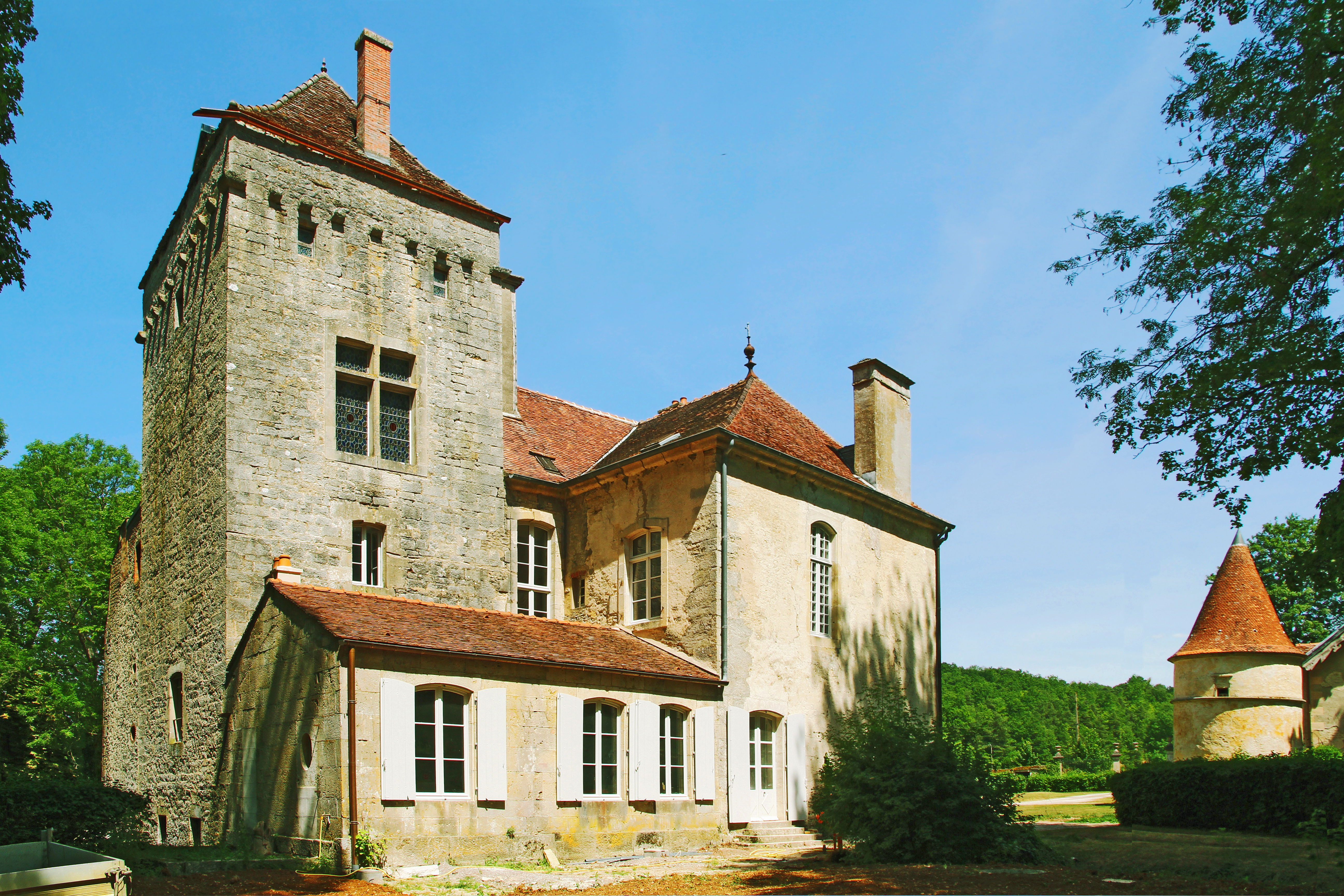
Tour carrée du XIVe siècle témoin de l'ancien château-fort.

### Antiquité
Le hameau de Cosne est le plus riche en vestiges : cinq tumulus celtes y ont été fouillés dès 1874 et on y a découvert également d'importants vestiges gallo-romains.

### Moyen Âge
Quémigny dont la seigneurie relève du duc de Bourgogne dépend de la prévôté de Duesme et du diocèse d'Autun.

### Époque moderne

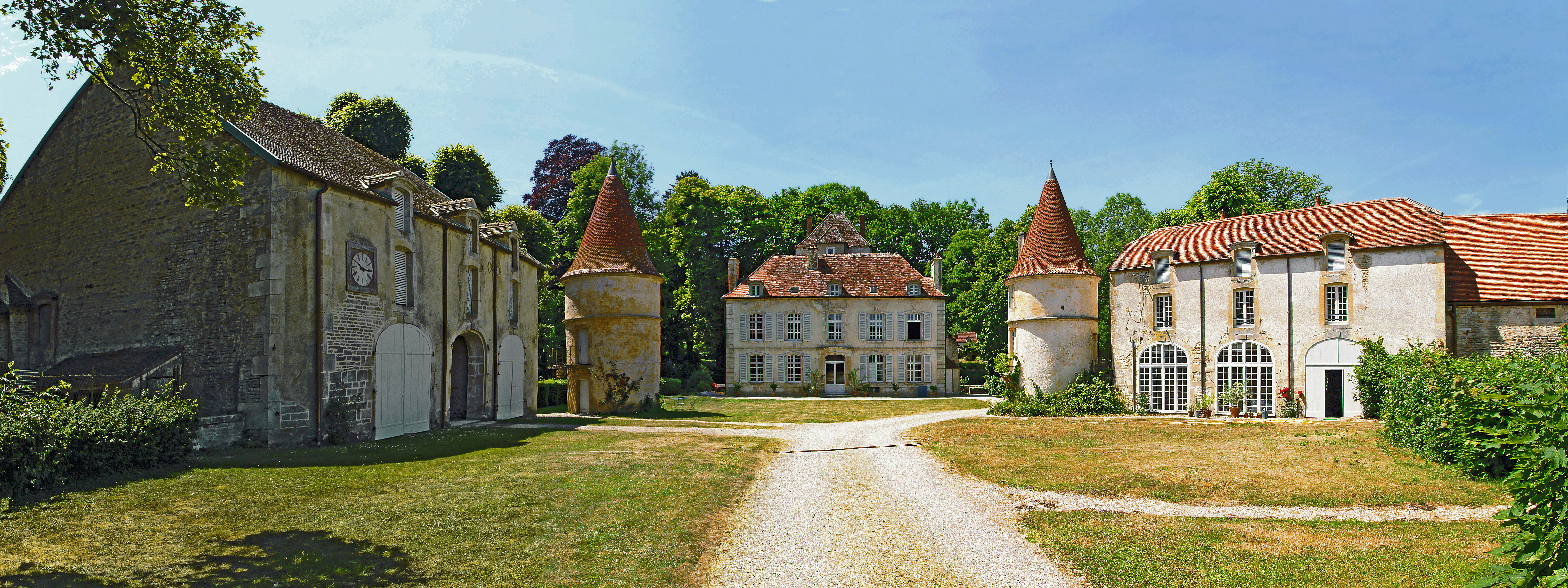
Château du XVIIIe siècle (tours rondes du XVIe siècle).

La seigneurie passe à la famille de Vingles puis aux Viard.
Le château entre dans la famille Guenichon en 1757.

## Politique et administration
| Période                                  | Période | Identité      | Étiquette | Qualité |
| ---------------------------------------- | ------- | ------------- | --------- | ------- |
| mars 2001                                |         | Gilbert Jager |           |         |
| Les données manquantes sont à compléter. |         |               |           |         |

Quemigny-sur-Seine appartient :
- à l'arrondissement de Montbard,
- au canton de Châtillon-sur-Seine et
- à la communauté de communes du Pays Châtillonnais

## Démographie
L'évolution du nombre d'habitants est connue à travers les recensements de la population effectués dans la commune depuis 1793. Pour les communes de moins de 10 000 habitants, une enquête de recensement portant sur toute la population est réalisée tous les cinq ans, les populations de référence des années intermédiaires étant quant à elles estimées par interpolation ou extrapolation. Pour la commune, le premier recensement exhaustif entrant dans le cadre du nouveau dispositif a été réalisé en 2008.

En 2022, la commune comptait 95 habitants, en évolution de +1,06 % par rapport à 2016 (Côte-d'Or : +0,82 %, France hors Mayotte : +2,11 %).
| 1793 | 1800 | 1806 | 1821 | 1836 | 1841 | 1846 | 1851 | 1856 |
| ---- | ---- | ---- | ---- | ---- | ---- | ---- | ---- | ---- |
| 468  | 531  | 495  | 451  | 459  | 435  | 439  | 408  | 400  |

| 1861 | 1866 | 1872 | 1876 | 1881 | 1886 | 1891 | 1896 | 1901 |
| ---- | ---- | ---- | ---- | ---- | ---- | ---- | ---- | ---- |
| 400  | 403  | 339  | 290  | 283  | 318  | 280  | 272  | 276  |

| 1906 | 1911 | 1921 | 1926 | 1931 | 1936 | 1946 | 1954 | 1962 |
| ---- | ---- | ---- | ---- | ---- | ---- | ---- | ---- | ---- |
| 267  | 267  | 244  | 267  | 262  | 265  | 243  | 226  | 230  |

| 1968 | 1975 | 1982 | 1990 | 1999 | 2006 | 2008 | 2013 | 2018 |
| ---- | ---- | ---- | ---- | ---- | ---- | ---- | ---- | ---- |
| 195  | 151  | 130  | 136  | 131  | 120  | 116  | 95   | 103  |

| 2022 | - | - | - | - | - | - | - | - |
| ---- | - | - | - | - | - | - | - | - |
| 95   | - | - | - | - | - | - | - | - |

## Lieux, monuments et pôles d'intérêt
En 2016, la commune compte 1 monument inscrit à l'inventaire des monuments historiques, 26 monuments ou édifices répertoriés à l'inventaire général du patrimoine culturel, 2 éléments classés à l'inventaire des objets historiques et 27 objets répertoriés à l'I.G.P.C.
- Château[23] qui a conservé un donjon carré XIVe et deux tours rondes XVIe, vestiges de l'ancienne enceinte[24]. Le château est privé mais l'accès au parc est autorisé par le propriétaire.

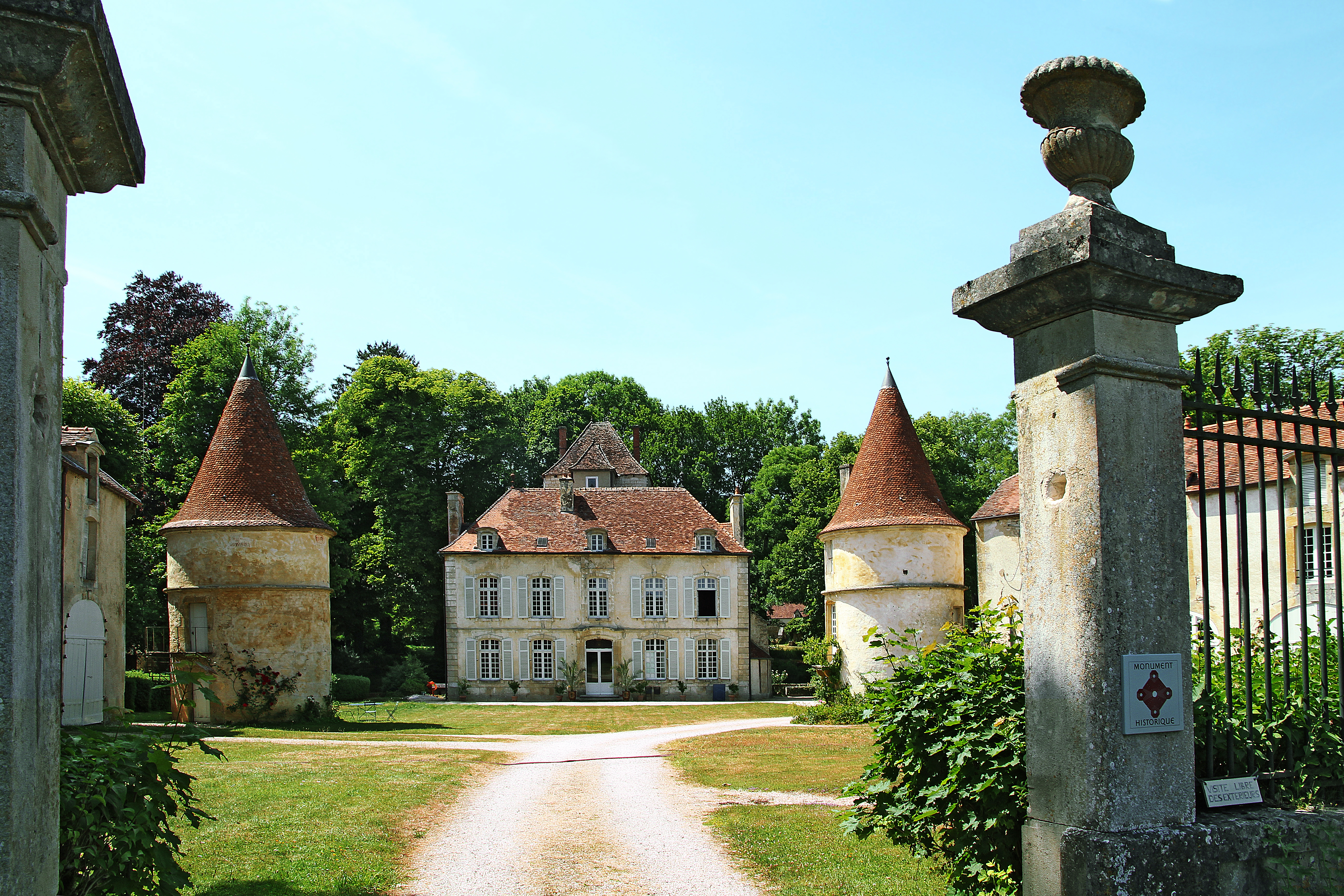
Corps de logis au centre et allée centrale.
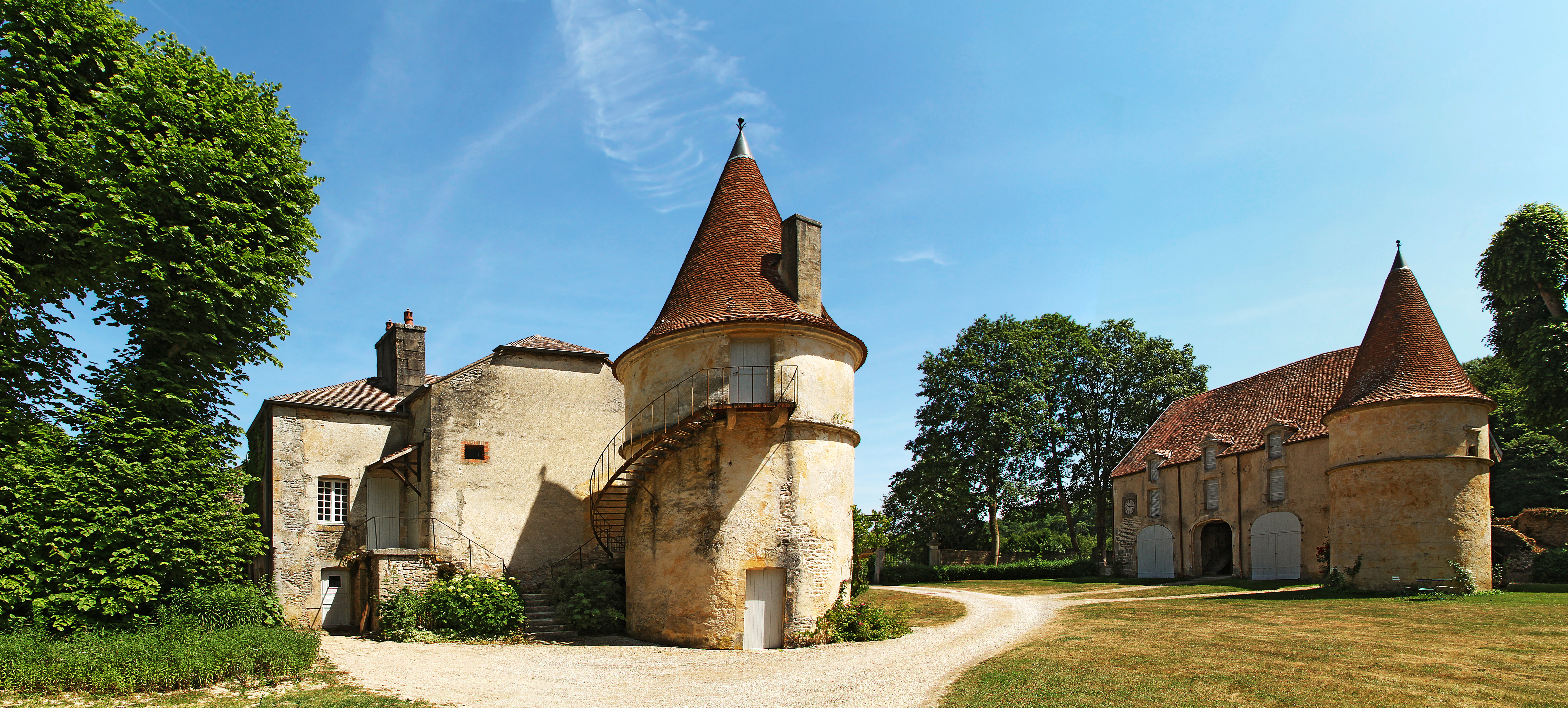
Tours rondes et écuries à droite.
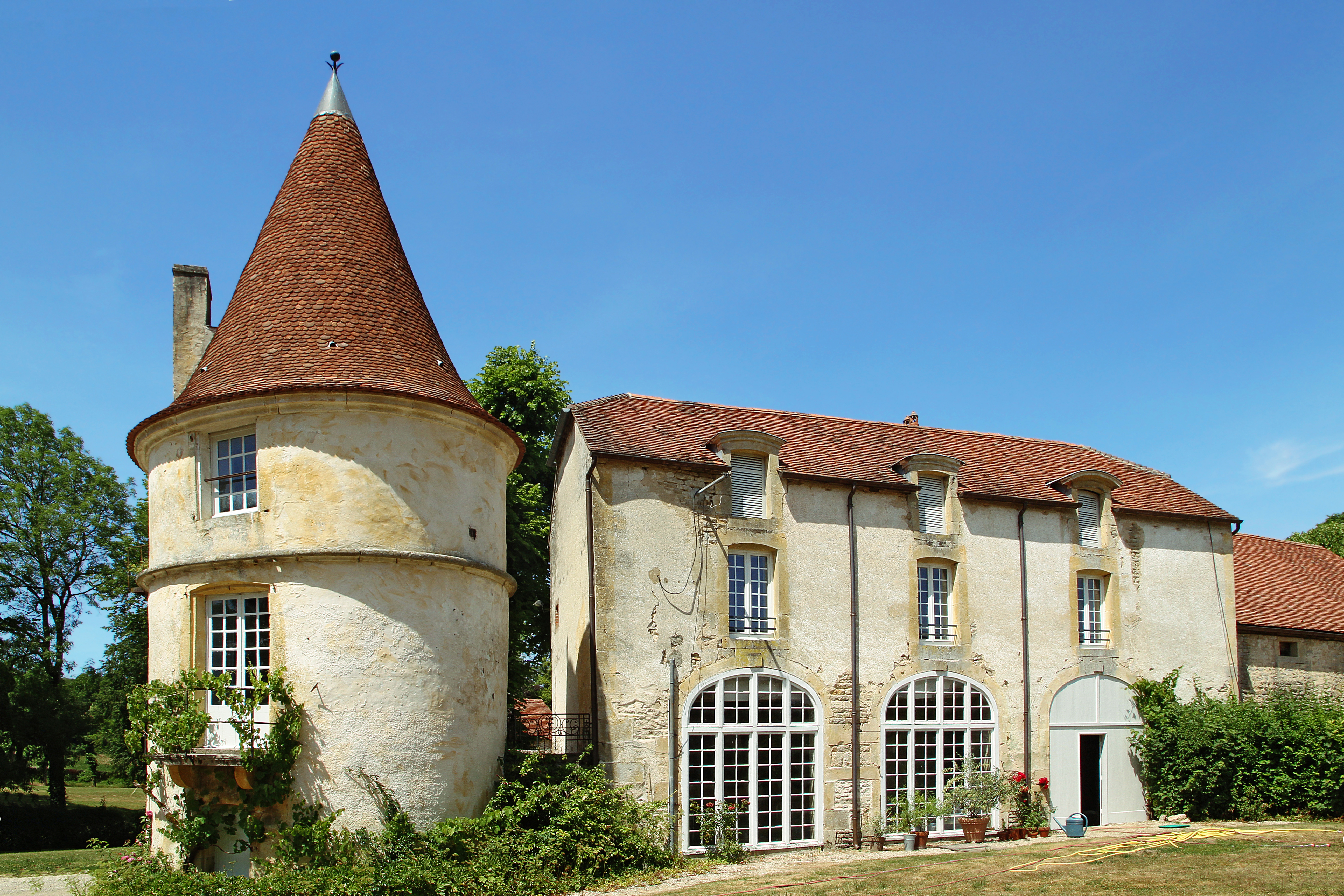
Orangerie.

- Plusieurs croix monumentales sur la commune dont deux croix de cimetière.
- Des bâtiments anciens, maisons et fermes dans le village et les hameaux.
- Pont en pierre du XIXe siècle sur la Seine (répertorié IGPC 1989)[25].
- Église Saint-Bénigne avec nef plafonnée du XVIIe siècle. Pierres tombales et sculptures du XVIe siècle : sainte Anne et la Vierge, Pietà, orant d'Isabeau de Ternay en pierre polychrome[26]. Le bâtiment est construit sur un plan en croix latine, le bras nord du transept servant de base à un clocher carré coiffé d'une flèche octogonale, couverte d'ardoise ainsi que tous les autres toits (répertorié IGPC 1989)[27].

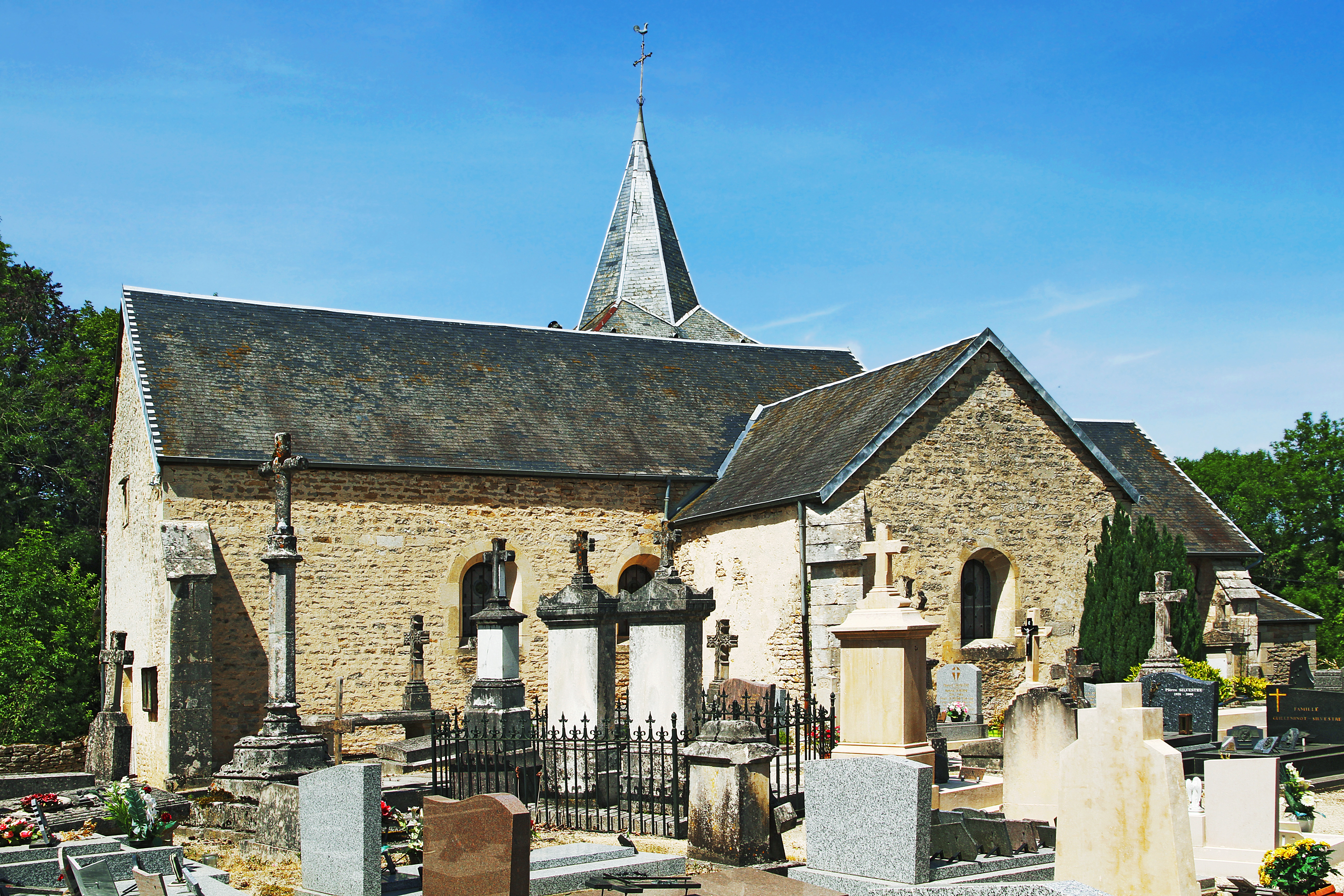
Église et croix de cimetière.
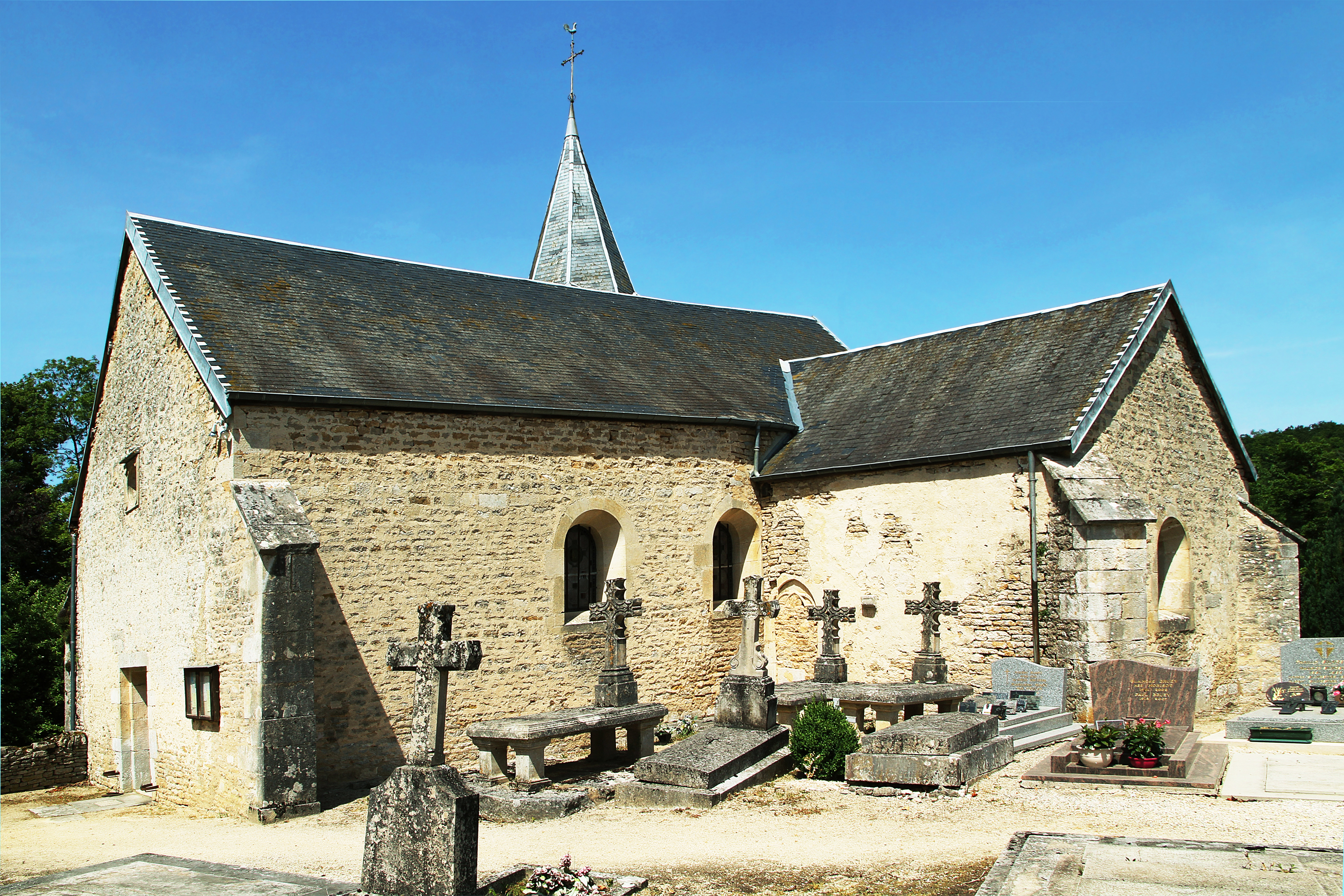
Transept sud et façade.

À Quemignerot :
- four à pain couvert en lave (IGPC 1989)[28].
- lavoir XIXe (IGPC 1989)[29].
- ancienne chapelle du XVIIe désaffectée (IGPC 1989)[30].

À la Roche et à Granpré :
- Moulins anciens sur le ruisseau de la Roche, celui de Grandpré (ou Grand Pré) apportait son énergie aux forges.

## Héraldique
| Blason de Quemigny-sur-Seine | Blason  | Écartelé : au 1er et au 4e d'or au phénix de sable posésur un bûcher de gueules, au chef d'azur chargé de trois coquilles d'or, au 2e et au 3e d'azur au pont donjonné d'argent, maçonné de sable, mouvant d'une rivière du second. |
| Blason de Quemigny-sur-Seine | Détails | Le premier et le quatrième sont pour la famille Viart ; le deuxième et le troisième sont pour la famille Guenichon.[réf. nécessaire] Le statut officiel du blason reste à déterminer.                                               |